# Alessandro Nivola
Alessandro Antine Nivola, född 28 juni 1972 i Boston, Massachusetts, är en amerikansk skådespelare.
I filmen Goal! spelar Nivola den hänsynslöse stjärnan Gavin Harris.

## Filmografi (urval)
- 1997 – Face/Off
- 2000 – Kärt besvär förgäves
- 2001 – Jurassic Park III
- 2003 – Carolina
- 2004 – The Clearing
- 2005 – Junebug
- 2005 – Goal!
- 2007 –  Goal II: Living the Dream
- 2007 – Grace Is Gone
- 2009 –  Coco – livet före Chanel
- 2013 – American Hustle
- 2014 – Selma
- 2023 – Boston Strangler
- 2024 – Brutalisten